# 鈴木まどか (エジプト学者)
鈴木 まどか（すずき まどか、1945年（昭和20年）4月22日 - 2018年（平成30年）1月17日）は、昭和から平成時代のエジプト学者。

## 経歴
愛知県に生まれる。1968年に東京芸術大学美術学部を卒業すると同時にエコール・デュ・ルーヴルに入学し、エジプト考古学美術史を専攻する。1973年に日本人として初めて同校を正式に卒業した。引き続き同校の研究課程に進み、1978年にディプロマを取得し、卒業した。1979年にソルボンヌ大学の修士号を取得。1991年に比治山女子短期大学教授に就任。1992年にソルボンヌ大学大学院博士課程を修了。1993年には比治山大学現代文化学部教授に就任。2001年、倉敷芸術科学大学芸術学部教授に着任し、2015年3月に定年退職した。1981年から1986年にかけてエジプトのアコリス遺跡の発掘隊長を務める。以来、ミイラ包装に用いた銘や図入りの葬祭用亜麻布の調査、エジプト宗教やミイラ化儀式について研究を行った。
2015年（平成27年）に大学を定年退職後にNPO法人地域資源文化研究所を設立した。
2018年（平成30年）1月17日、自宅のある千葉県船橋市で交通事故により死去した。